# Большой веретенник
Большо́й верете́нник, или болотный кулик (лат. Limosa limosa) — крупный кулик из семейства бекасовых, гнездящийся в сырых низинах и заболоченных ландшафтах от Исландии до Дальнего востока. Районы зимовок очень обширны — Западная и Южная Европа, Африка, Южная и Юго-Восточная Азия, Австралия. На территории России объект охотничьего промысла во время осенней миграции, хотя ряд экологов выступает за полный запрет охоты на этот вид. В Международной Красной книге, в связи с уменьшением пригодных для размножения территорий, имеет статус вида, близкого к переходу в группу угрожаемых (категория NT).

## Описание

### Внешний вид
Крупный изящный кулик с относительно маленькой головой, длинным клювом и длинными ногами. Размерами сравним со средним кроншнепом (Numenius phaeopus), однако имеет более стройное телосложение. Длина 36—44 см, размах крыльев 70—82 см, масса 160—500 г. Самцы в среднем несколько мельче самок (в среднем 280 и 340 г соответственно) и имеют более короткий клюв. В брачном наряде голова, шея и передняя часть груди ржавчато-рыжие. В верхней части головы тёмно-бурые продольные полосы, с боков тонкие штрихи того же оттенка. Спина пёстрая — чёрно-бурая с рыжими поперечными пятнами и серовато-бурыми пестринами. Верхние кроющие серовато-бурые, маховые чёрно-бурые с белыми основаниями.

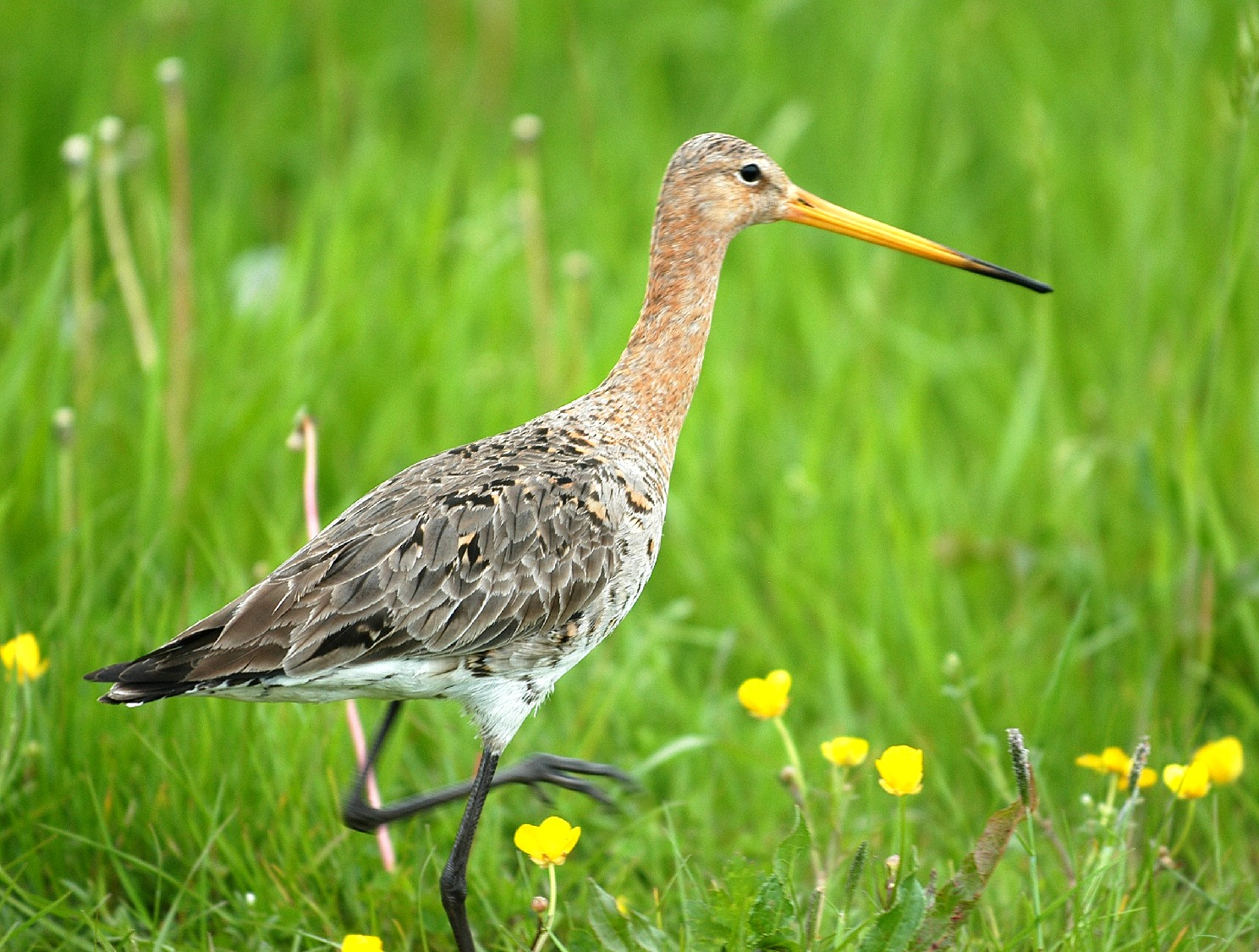
Самка

В полёте белые перья образуют широкую белую полосу вдоль крыла — заметный отличительный признак от схожего по окрасу малого веретенника. Испод крыла белый. Другие характерные особенности — почти полностью чёрный хвост с белым надхвостьем (у малого веретенника хвост рябой) и беловатый низ с многочисленными бурыми либо рыжеватыми пестринами на боках. Клюв бледный оранжево-жёлтый и черноватый на конце, по сравнению с малым веретенником немного длиннее и более прямой, тогда как у второго вида он заметно искривлён кверху.
Самки летом окрашены в те же тона, что и самцы, но по сравнению с ними имеют меньше рыжего и в целом выглядят несколько более тускло, с большим количеством серовато-бурых перьев. В зимнем наряде самцы и самки внешне друг от друга не отличаются. Рыжий цвет заменяется дымчато-бурым, клюв становится чёрным с розоватым основанием. Молодые птицы похожи на взрослых зимой, но на голове и груди имеют небольшой охристый оттенок и на кроющих крыла черноватые вершинные пятна.
Различают 3 подвида большого веретенника, отличающихся размерами и интенсивностью рыжего цвета.

### Голос

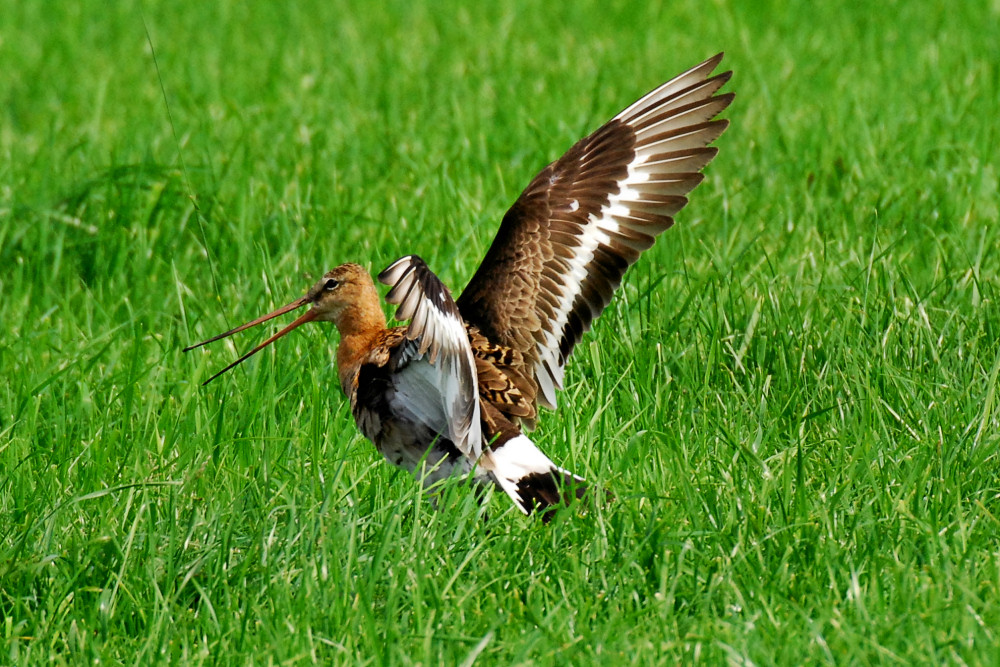
Поющий кулик

В период размножения шумная птица. Во время тока издаёт резкий протяжный гнусавый крик «взотья-взотья», постепенно ускоряющийся. На лету также может звучать тонкое и слегка скрипучее «чьи-бы», несколько напоминающее голос чибиса. Сигнал тревоги — резкое протяжное гнусавое «веретень-веретень-веретень», благодаря которому птица приобрела своё русское название.

## Распространение

### Ареал
Гнездовой ареал охватывает умеренные широты северного полушария от Исландии на западе до бассейна Анадыря и Приморья на востоке, однако состоит из множества изолированных участков. В Западной Европе распространена спорадично к востоку от Великобритании и Франции, и за исключением Нидерландов (где обычна), встречается только в определённых местах, где сохранились необработанные влажные луга и болота. За пределами материка гнездится в Исландии, на Фарерских, Шетландских и Лофотенских островах. В Восточной Европе, где меньшее количество земель перешло под сельскохозяйственные нужды, встречается более часто и в большем количестве.

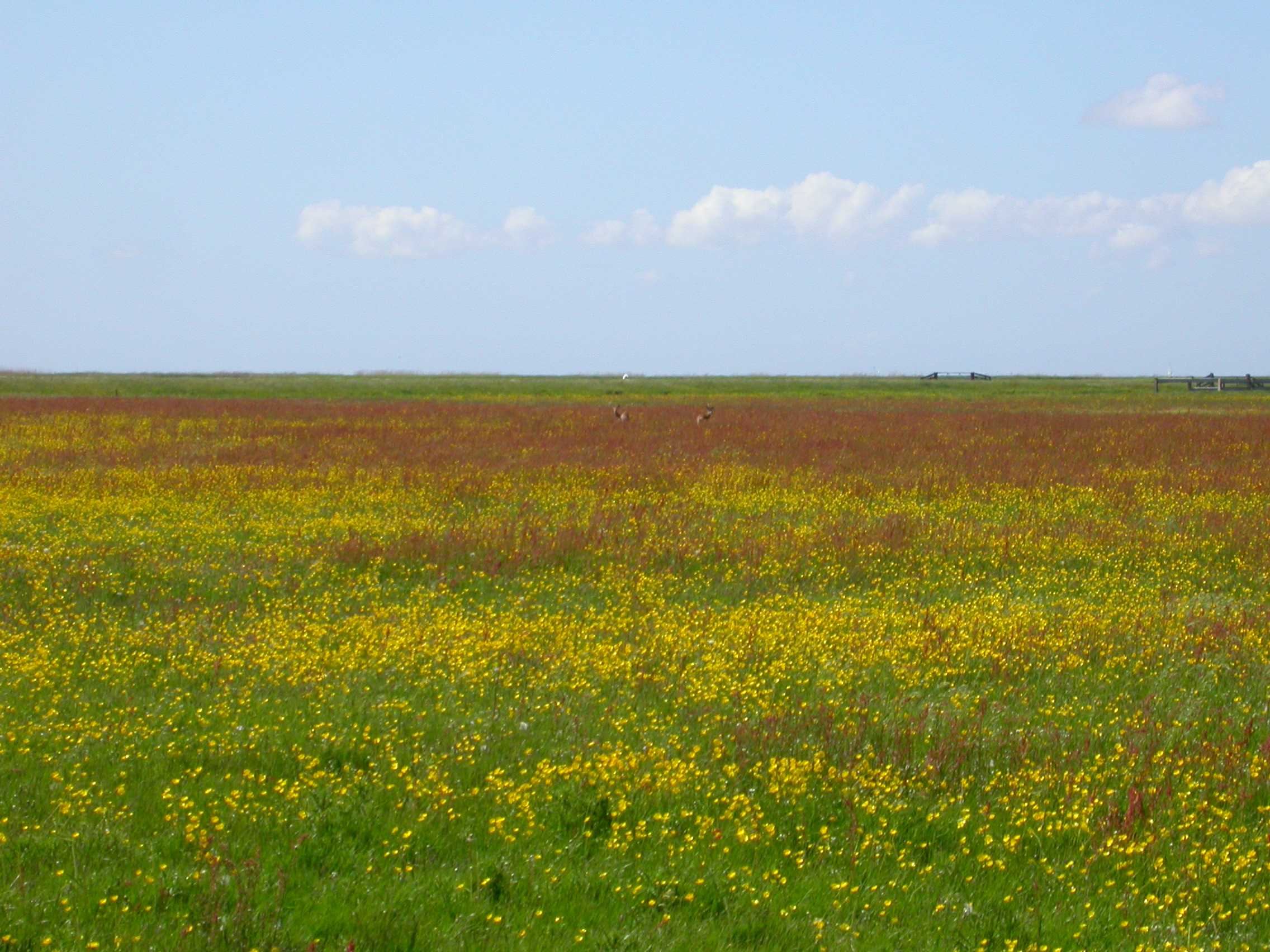
Влажный луг, типичный гнездовой биотоп

На территории России на север поднимается до побережья Финского залива, в Вологодской области до 60° с. ш., до низовьев Камы, в Западной Сибири до 60° с. ш., в Томской области до 61° с. ш., до долины Вилюя, южной части бассейна Анадыря. К югу до средней части Западной Европы, в Закарпатье до 48° с. ш., до северного побережья Чёрного моря и Крыма, до восточного Приазовья, в долине Волги до 48° с. ш., до Камыш-Самарских озёр, района казахского села Тайпак, между долинами Урала и Эмбы до 47° с. ш., до района слияния Иргиза и Тургая, низовьев реки Джиланчик, посёлка Жарык, городов Каркаралинск и Аягоз, Алакольской котловины, озера Зайсан и низовий Чёрного Иртыша, Хангая, северо-восточной Монголии, китайской провинции Хэйлунцзян и Ханкайской низменности. Изолированно гнездится на берегах высокогорного озера Сон-Куль в котловине отрогов Тянь-Шаня.

### Место обитания
Гнездится в увлажнённых и заболоченных биотопах с высоким травостоем и мягким грунтом, иногда с песчаными плешинами — влажных лугах, болотистых речных долинах без древесной растительности, по берегам озёр, на окраинах вересковых пустошей, пастбищах и травянистых болотах. Встречается от лесотундры на севере до степной зоны на юге. В Исландии отдаёт предпочтение болотам, поросшим осокой и карликовой берёзой. По окончании гнездового периода часто откочёвывает в ещё более сырые места — топкие берега водоёмов, поля орошения, затопляемые во время прилива соляные болота, эстуарии. Зимует в аналогичных биотопах, включая илистые побережья морских лагун, песчаные пляжи и заливные рисовые поля.

### Миграции

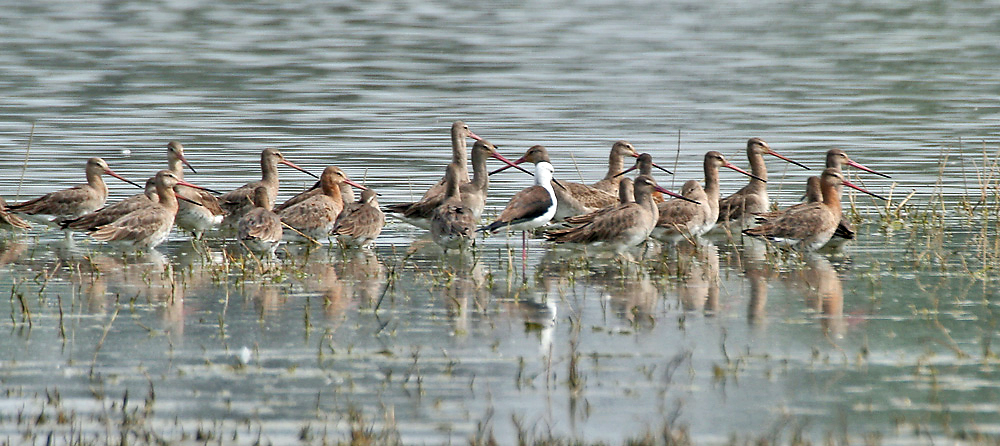
Стая зимующих в Индии куликов

На всём протяжении ареала перелётная птица. Популяции Западной и Северной Европы зимуют в Западной Африке к югу от Сахары. Птицы восточной Германии, Польши и Прибалтики пересекают Средиземное море и Сахару, и останавливаются в центральной и восточной Африке. Популяции подвида islandica, гнездящиеся в Исландии и северных островах, в подавляющем большинстве проводят зиму вдоль северо-западного побережья Европы к югу до Португалии. Из Европейской части России птицы направляются на Ближний Восток и Индию, из более восточных областей в Индокитай, Тайвань, Филиппины, Индонезию, Новую Гвинею и Австралию. Летят широким фронтом, часто между очень ограниченными районами гнездовий и зимовок. Осенняя миграция продолжается с конца июня по октябрь, весенняя с февраля по апрель. В места гнездовий прибывают группами по 5—30 особей. Одно из наиболее известных мест зимовок — топкие берега озера Чад, где концентрируются тысячи птиц.

## Размножение

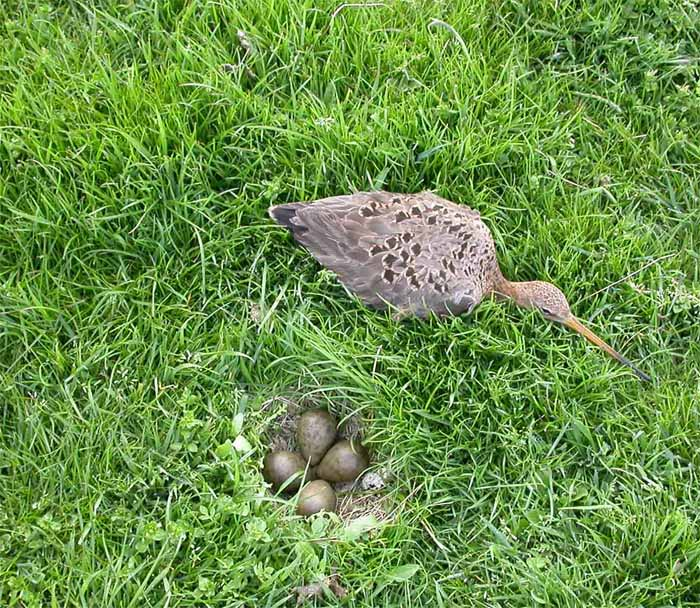
Гнездо с кладкой

Сезон размножения с апреля по середину июня, большинство птиц приступает к размножению в возрасте двух лет. Кулики обычно прибывают к местам гнездовий группами и гнездятся небольшими разрозненными колониями, состоящими от 2 до 20 пар. Моногамный вид. Специалисты из Университета Ист Англия (англ. University of East Anglia) провели исследование в отношении подвида islandica с целью изучения устойчивости пар у этих птиц. Наблюдения показали, что несмотря на то, что пары ежегодно распадаются и птицы зачастую зимуют на большом расстоянии друг от друга, они воссоединяются каждую весну снова в тех же местах гнездовий, если прибывают в интервале трёх дней друг от друга. Если в течение этого времени одна из птиц не возвращается, то вторая находит себе нового партнёра. Место для гнезда выбирает самец. Размножению всегда предшествует токование — ритуальный и зрелищный спектакль, во время которого самцы летают над местом будущего гнездовья, покачиваются из стороны в сторону, попеременно ударяя то правым, то левым крылом, делают глубокие нырки, и издают характерные протяжные гнусавые крики. Залетевшие на территорию чужие самцы бесцеремонно выталкиваются за её пределы.

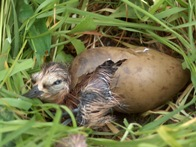
Появление птенца на свет

Гнездо в небольшом углублении в земле, открыто либо в густой и невысоко растущей траве, с хорошим обзором вокруг. Обычно его устраивают на том же месте, что и в предыдущий год, либо в нескольких метрах от него. Часто оно располагается на кочке посреди болота либо сухой плешине среди осоки. Диаметр ямки 12—15 см. В случае открытого гнезда подстилка обычно очень скудная и состоит всего из нескольких травинок и листочков. В густой траве подстилка из того же материала, но более обильная. В кладке 3 — 5 (чаще всего 4) яйца оливково-зелёного или реже красновато-бурого цвета с большими тёмными оливково-бурыми поверхностными и более глубокими пепельно-серыми пятнами. Размеры яиц: (49—60) х (34—41) мм.
Насиживают обе птицы в течение 22—24 дней. При появлении других животных родители активно защищают гнездо — выскакивают навстречу, издавая громкие тревожные крики. С пернатыми хищниками вступают в воздушную схватку, при приближении человека ведут себя беспокойно, быстро трепещут крыльями перед носом, то и дело садятся в нескольких шагах от человека или собаки, отбегают, вновь взлетают, облетают кругом. Аналогично охраняют не только своё, но и соседние гнёзда. Птенцы выводкого типа, при вылуплении покрыты пухом желтовато-охристого цвета с тёмным узором. Только обсохнув, они самостоятельно покидают гнездо и вместе с родителями кормятся на болотах и топких берегах водоёмов. На крыло становятся через 25—30 дней, и в июле первые птицы откочёвывают в места, более характерные для биотопов на зимовках. Самка покидает гнездо с подросшими птенцами первой, самец улетает через несколько дней после неё. Максимально известная продолжительность жизни, отмеченная в Европе, составляет 23 года 3 месяца.

## Питание

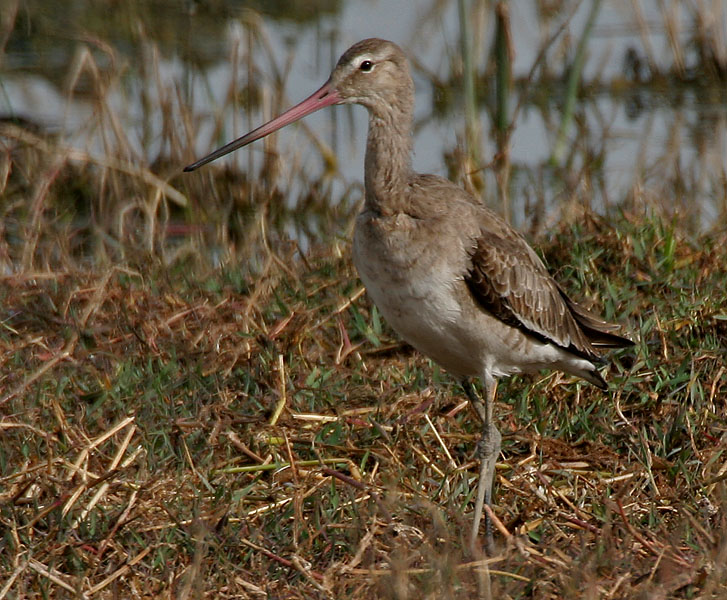
Большой веретенник

Питается водными насекомыми и их личинками, пауками, мелкими ракообразными, двустворчатыми моллюсками, кольчатыми и многощетинковыми червями, реже икрой рыбы и лягушек, головастиками. В гнездовой период во многих районах в рационе превалируют кузнечики и другие саранчовые. На пролёте и в местах зимовок также употребляет растительные корма — ягоды, семена, зёрна риса.
На суше добывает корм с поверхности земли, травы либо погружая клюв в грунт. В воде кормится на мелководье — заходит по плечи в воду и ищет добычу на поверхности либо на илистом дне. Общественная птица, обычно кормится большими группами, иногда совместно с травником (Tringa totanus).

## Классификация и подвиды

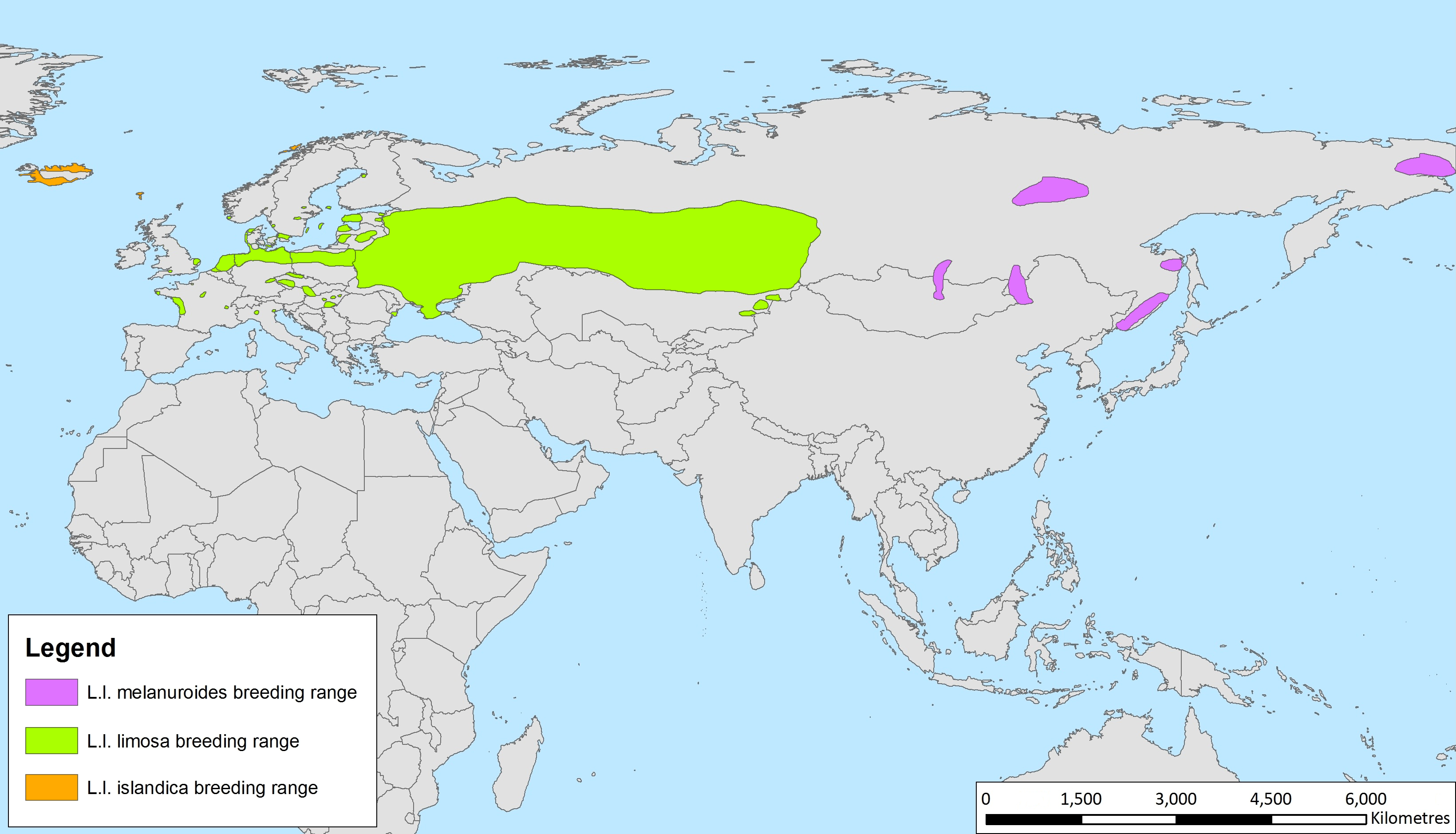
Гнездовые ареалы подвидов большого веретенника

Вид под названием Scolopax limosa был впервые научно описан шведским врачом и натуралистом Карлом Линнеем в 1758 году в 10-м издании его Системы природы. Видовое название limosa происходит от латинского слова «limus», которое можно перевести как «ил».
Выделяют 4 подвида большого веретенника:
- L. l. limosa — западный большой веретенник, номинативный подвид. Гнездится в континентальной Евразии на восток до Енисея. Голова, шея и грудь бледно-рыжие.
- L. l. islandica — исландский большой веретенник. Гнездится преимущественно в Исландии, а также на Фарерских, Шетландских и Лофотенских островах. По сравнению с номинативным подвидом имеет более короткий клюв и более ржавчато-рыжее оперение, захватывающее переднюю часть брюха.
- L. l. melanuroides — восточный большой веретенник. Сибирь восточнее Енисея, Монголия, северный Китай. Окрас оперения схожий с исландским подвидом, однако значительно меньше его размером.
- L. l. bohaii. Дальний Восток России.

## Иное
- Большой веретенник — птица 2025 года в Беларуси[24].